# Evgenij Il'gizovič Bareev
Evgenij Il'gizovič Bareev (in russo Евгений Ильгизович Бареев?; Emanželinsk, 21 novembre 1966) è uno scacchista russo naturalizzato canadese, fino al 1992 sovietico, Grande maestro.

## Biografia
Nato da una famiglia tartara, dimostrò presto il suo grande talento vincendo nel 1982 il campionato del mondo Under-16 di Guayaquil in Ecuador (davanti a Michele Godena).
Fece parte dello staff dei secondi di Vladimir Kramnik nel vittorioso match per il campionato del mondo PCA del 2000 a Londra contro Garri Kasparov.
Nel settembre 2015 acquisisce la nazionalità canadese.
Il suo peak-rating è stato di 2.739 punti Elo nel 2003. La posizione più alta nella lista dell'Elo FIDE è stata il 4º posto nell'Ottobre 2003. Il suo Elo attuale (Febbraio 2017) è di 2.666 punti, collocandolo all'87º posto nella lista Fide.

## Principali risultati
- 1987   1º nel torneo di Vrnjačka Banja in Jugoslavia.
- 1989   1º nel torneo di Trnava – 1º nell'open di Mosca – 1º nell'open di Aosta.
- 1990   1º nell'open di Dortmund – 1º nell'open di Mosca – 1º- 4º nel 58º Campionato sovietico di Leningrado.

               Olimpiadi: dal 1990 al 2006 ha partecipato a cinque olimpiadi per la Russia, con il risultato complessivo del 65,2 %.
                Ha ottenuto 4 medaglie d'oro di squadra e una medaglia d'argento individuale (Erevan 2006).
- 1991/93  1º nei tornei di Hastings 1990/91, 1991/92 e 1992/93 (alla pari con Judit Polgár.
- 1994   1º nel torneo di Pardubice – 2º nel torneo di Tilburg dietro a Valery Salov. Nella semifinale vinse contro Anatolij Karpov.
- 1995   2º dopo un match di spareggio con Aleksej Dreev nel torneo di Wijk aan Zee – Pari 1º con Širov al torneo di León.

               2º nel Campionato russo di Ėlista dietro ad Aleksandr Chalifman.
- 1999   2º dietro a Kasparov nel torneo di Sarajevo.
- 2000   2º dietro a Vasyl' Ivančuk nell'open di Montecatini Terme – 2º nella coppa del mondo di Shenyang dietro a Viswanathan Anand.
- 2002   1º nel prestigioso torneo di Wijk aan Zee, davanti ad Aleksandr Griščuk, Michael Adams, Aleksandr Morozevič e Péter Lékó.

               Nel torneo dei candidati di Dortmund arriva alla finale, ma la perde contro Veselin Topalov.

               2º nel campionato del mondo rapid-chess di Cannes, superato nella finale da Kasparov 1,5 - 0,5. 
- 2003   1º nel torneo di Enghien-les-Bains – Pareggia un match col programma "HIARCS X" a Maastricht (quattro patte).
- 2005   Nella coppa del mondo FIDE di Chanty-Mansijsk si qualifica per il torneo dei candidati.
- 2007   Nel torneo dei candidati di Ėlista vince nel primo turno con Judit Polgár, ma perde nel secondo turno con Péter Lékó.